# Südtirol Journal

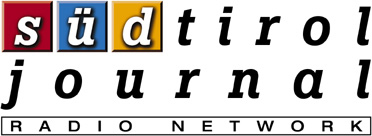
Logo

Das Südtirol Journal ist eine von der Agentur Radio Media International (RMI) produzierte Radio-Nachrichtensendung aus Südtirol (Italien). Gesendet wird sie von einem Netzwerk von acht lokalen Radiostationen: Südtirol 1, Radio Tirol, Radio Grüne Welle, Radio Nord, Radio Gherdëina Dolomites, Radio Holiday, Tele Radio Vinschgau und Stadtradio Meran.

## Geschichte

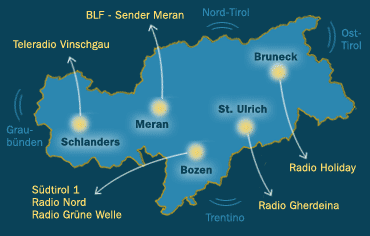
Senderkarte

Das Südtirol Journal wurde 1995 von mehreren privaten Südtiroler Radiostationen mit der Aufgabe gegründet, ein gemeinsames Mittagsmagazin mit unabhängigen Nachrichten, Informationen und Interviews aus dem regionalen und nationalen Geschehen anzubieten. Im November 1997 wurde das Angebot um eine stündliche Nachrichtensendung erweitert.

## Sendegebiet
Die das Südtirol Journal sendenden Stationen decken terrestrisch mit über 100 Frequenzen ganz Südtirol, das Trentino, sowie Randgebiete Österreichs und der Schweiz ab. Die technische Reichweite kann daher mit 960.000 Hörern angegeben werden. Die Tagesreichweite des Südtirol Journals wurde mit durchschnittlich 194.000 Hörern ermittelt.